# Kaiki Yamaguchi
Kaiki Yamaguchi (jap. 山口海輝 Yamaguchi Kaiki; ur. 2 czerwca 1999) – japoński zapaśnik walczący w stylu wolnym. Zajął dziesiąte miejsce na mistrzostwach świata w 2022 roku. 
Brązowy medalista igrzysk azjatyckich w 2022, a także mistrzostw Azji w 2022. Mistrz świata juniorów w 2017 roku.